# 纳税申报表

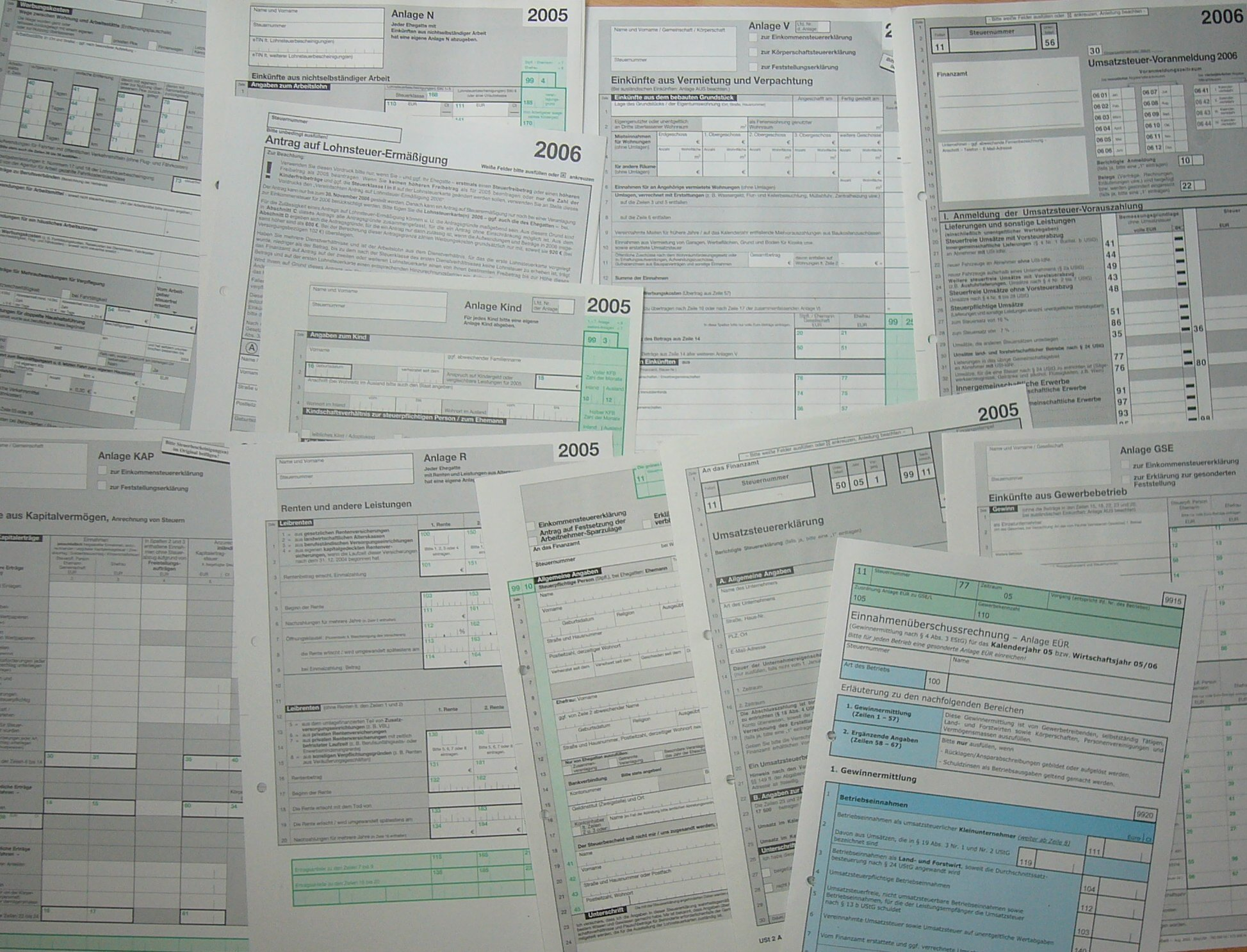
德国纳税申报表

纳税申报表是由納稅人填寫並列有需要上繳給政府的稅款的清單和報表。实体或个人所要繳納的税款是根據自己所赚取的收入計算後所得出。 有時該申報單可以用於退稅，個人或公司將自己可以享受的退稅金額計算出並填寫入該申報表中。一般来说，如果收入不超过一定金额，则不需要提交纳税申报表。